# Hanner Mosquera-Perea
Hanner Mosquera-Perea (ur. 29 stycznia 1993 w Istminie) – kolumbijski koszykarz, reprezentant kraju, występujący na pozycjach silnego skrzydłowego lub środkowego, obecnie zawodnik kolumbijskiego Titanes Barranquilla.
W 2011 wystąpił w meczu gwiazd amerykańskich szkół średnich All-American Championship, a rok później Derby Classic. W 2011 zajął ósme miejsce w turnieju międzynarodowym - Adidas Nations.
30 lipca 2018 został zawodnikiem Rosy Radom. 28 listopada opuścił klub.

## Osiągnięcia
Stan na 5 sierpnia 2018, na podstawie, o ile nie zaznaczono inaczej.
NCAA
- Uczestnik rozgrywek:
  - Sweet 16 turnieju NCAA (2013)
  - turnieju NCAA (2013, 2015)
- Mistrz sezonu regularnego konferencji Big 10 (2013)

Reprezentacja
- Uczestnik:
  - mistrzostw Ameryki (2017 – 11. miejsce)
  - kwalifikacji do mistrzostw świata (2017)